# Чорногірська вулиця (Київ)
Чорногі́рська ву́лиця — вулиця в Печерському районі міста Києва, місцевість Чорна гора. Пролягає від Товарної вулиці до Залізничного шосе.
Прилучаються вулиці Тиха, Верхньогірська і Менделєєва. Між двома останніми вулицями наявна перерва у проляганні Чорногірської вулиці.

## Історія
Вулиця утворилася у 1-й третині XX століття, мала назву Ніжинська. Сучасна назва — з 1944 року (повторне рішення про перейменування — у 1955 році), від місцевості Чорна гора, де пролягає вулиця.